# Рус (Селаж)
Рус (рум. Rus) — село у повіті Селаж в Румунії. Адміністративний центр комуни Рус.
Село розташоване на відстані 370 км на північний захід від Бухареста, 42 км на схід від Залеу, 55 км на північ від Клуж-Напоки.

## Населення
За даними перепису населення 2002 року у селі проживали 800 осіб, з них 798 осіб (99,8%) румунів. Рідною мовою 798 осіб (99,8%) назвали румунську.